# Sushil Koirala
Sushil Koirala (Nepali: सुशील कोइराला) (Biratnagar, 12 agosto 1939 – Katmandu, 9 febbraio 2016) è stato un politico nepalese, Primo ministro del Nepal dall'11 febbraio 2014 al 12 ottobre 2015.
È anche stato presidente del Partito del Congresso Nepalese dal 2010 alla morte.